# Erebia murina
Erebia murina är en fjärilsart som beskrevs av Reverdin 1909. Erebia murina ingår i släktet Erebia och familjen praktfjärilar. Inga underarter finns listade i Catalogue of Life.